# Jason
Jason, właściwie John Arne Sæterøy (ur. 16 maja 1965 w Molde) – norweski autor komiksów zaliczany do nurtu komiksu alternatywnego.
Rozpoczął karierę w wieku 15 lat publikując pierwszą prace w norweskim magazynie "KonK". Od 1987 roku uczył się na Akademii Sztuk Pięknych w Oslo, a następnie kontynuował edukację w Państwowej Szkole Sztuki i Przemysłu. Po ukończeniu studiów w 1995 roku opublikował realistyczny album pt. Lomma full av Regn. W kolejnych latach rozwinął się jego charakterystyczny oszczędny styl opowiadania ze zwierzęcymi postaciami.

## Publikacje w języku polskim[1]
- Pssst!, Warszawa: Taurus Media, 2008.
- Gang Hemingwaya, Warszawa: Taurus Media, 2009.
- Skasowałem Adolfa Hitlera, Warszawa: Taurus Media, 2009.
- Stój..., Warszawa: Taurus Media, 2009.
- Coś ci pokażę. Ostatni muszkieter. Wilkołaki z Montpellier, Wydawnictwo Kurc, 2023 (tłumaczenie Jakub Syty)